# Michael Johnston
Michael Johnston (Rutherfordton, em 22 de fevereiro de 1996) é um ator estadunidense. Tornou-se conhecido por seu papel como Corey na série de drama sobrenatural da MTV, Teen Wolf. Johnston também é um ator de voz para animações e videogames e estrelou o filme indie de comédia-dramática Slash (2016).

## Filmografia

### Filmes
| Título                                  | Ano  | Papel                      | Notas            | Ref.   |
| --------------------------------------- | ---- | -------------------------- | ---------------- | ------ |
| Bee Wars                                | 2012 | Buzzalot (Buzzy) (voz)     |                  | [ 4 ]  |
| Totes Burgers                           | 2012 | Evan (voz)                 | Curta-metragem   | [ 5 ]  |
| The Man Who Won't Rhyme                 | 2013 | Dude (voz)                 | Curta-metragem   | [ 6 ]  |
| Tales of Zestiria: Dawn of the Shepherd | 2015 | Mikleo (voz)               | Telefilme        | [ 7 ]  |
| Slash                                   | 2016 | Neil                       |                  | [ 8 ]  |
| Bornless Ones                           | 2016 | Zach                       |                  | [ 9 ]  |
| The Maestro                             | 2018 | Pietro Castelnuovo-Tedesco |                  | [ 10 ] |
| Drama Drama                             | 2019 | Chad                       |                  | [ 11 ] |
| The Academy of Magic                    | 2020 | Shawn (voz)                | Dublagem inglesa | [ 12 ] |
| Kimi to, Nami ni Noretara               | 2020 | Wasabi Kawamura (voz)      | Dublagem inglesa | [ 13 ] |
| Endangered Species                      | 2021 | Noah Halsey                |                  | [ 14 ] |
| High Adventure                          | TBA  | Kyle                       | Pré-produção     | [ 15 ] |

### Televisão
| Título                             | Ano            | Papel                   | Notas                                                           | Ref.                 |
| ---------------------------------- | -------------- | ----------------------- | --------------------------------------------------------------- | -------------------- |
| TOME: Terrain of Magical Expertise | 2012– 2014     | Bubb / Vozes adicionais | Participação; 3 episódios                                       | [ 16 ] [ 17 ] [ 18 ] |
| Awkward.                           | 2015           | Senior                  | Episódio: "The Graduates"                                       | [ 19 ]               |
| Nagi no Asukara                    | 2015           | Atsushi Minegishi (voz) | Dublagem inglesa; 4 episódios                                   | [ 20 ]               |
| Assassination Classroom            | 2015– 2016     | Vozes adicionais        | Dublagem inglesa; 52 episódios                                  | [ 21 ]               |
| Teen Wolf                          | 2015– 2017     | Corey Bryant            | Recorrente; 25 episódios                                        | [ 1 ] [ 22 ]         |
| Pure Genius                        | 2016           | Luke Wallace            | Episódio: "It's Your Friendly Neighborhood Spider Silk Surgery" | [ 23 ]               |
| Lastman                            | 2016           | Vozes adicionais        | 5 episódios                                                     | [ 24 ]               |
| Tales of Zestiria the X            | 2016– 2017     | Mikleo (voz)            | Dublagem inglesa                                                | [ 25 ]               |
| Zak Storm                          | 2016– presente | Zak Storm (voz)         | Papel principal                                                 | [ 26 ]               |
| Home: Adventures with Tip & Oh     | 2017           | Keanu                   | Episódio: "Tip's Deep Dish/Garbage Day"                         | [ 27 ]               |
| Supergirl                          | 2018           | Adam                    | Episódio: "Rather the Fallen Angel"                             | [ 28 ]               |
| The InBetween                      | 2019           | Ed Roven (jovem)        | Episódio: "The Devil's Refugee"                                 | [ 29 ]               |
| Demon Slayer: Kimetsu no Yaiba     | 2020           | Shoichi                 | Dublagem inglesa; 4 episódios                                   | [ 30 ]               |
| Doutora Brinquedos                 | 2020           | Willy (voz)             | Episódio: "The Great McStuffins Meltdown"                       | [ 31 ]               |

### Video Games
| Título                                       | Ano  | Papel            | Notas                           | Ref.          |
| -------------------------------------------- | ---- | ---------------- | ------------------------------- | ------------- |
| Dust: An Elysian Tail                        | 2012 | Reed             |                                 | [ 32 ]        |
| Tales of Zestiria                            | 2015 | Mikleo           | Dublagem inglesa                | [ 33 ]        |
| Kingdom Hearts HD 2.8 Final Chapter Prologue | 2017 | Ephemer          | Dublagem inglesa                | [ 34 ]        |
| Valkyria Revolution                          | 2017 | Blum Tomasson    | Dublagem inglesa; não creditado | [ 35 ]        |
| Faiâ enburemu hîrôzu                         | 2017 | Lugh             | Dublagem inglesa                | [ 36 ]        |
| Final Fantasy XV: Comrades                   | 2017 | Vozes adicionais | Dublagem inglesa                | [ 37 ]        |
| Last Year: The Nightmare                     | 2018 | Nick             |                                 | [ 38 ]        |
| Kingdom Hearts III                           | 2019 | Ephemer          | Dublagem inglesa                | [ 39 ]        |
| The Blackout Club                            | 2019 | Dax              |                                 | [ 40 ] [ 41 ] |
| Concrete Genie                               | 2019 | Zach             |                                 | [ 42 ]        |
| Star Wars Jedi: Fallen Order                 | 2019 | Talento de voz   |                                 | [ 43 ]        |
| Avangers                                     | 2020 | Dante            |                                 | [ 44 ]        |